# Cung điện Krasiński
Cung điện Krasiński, hay Cung điện của Khối thịnh vượng chung (tiếng Ba Lan: Pałac Krasińskich, Pałacem Rzeczypospolitej) là một cung điện được xây dựng theo phong cách Baroque ở Warsaw, Ba Lan, trên Quảng trường Krasiński. Ban đầu, cung điện này được xây dựng cho gia tộc Krasiński hùng mạnh vào giai đoạn năm 1677-1683. Không may, công trình bị hư hại nặng nề trong Thế Chiến thứ hai và được xây dựng lại vào giữa thế kỷ 20.

## Lịch sử
Cung điện Krasiński do kiến trúc sư Tylman van Gameren thiết kế và được xây dựng trong giai đoạn 1677–1683. Jan Dobrogost Krasiński chính là chủ nhân của Cung điện lúc bấy giờ. Cung điện được trang trí bằng các tác phẩm điêu khắc của Andreas Schlüter.
Vào năm 1765, Cung điện được Khối thịnh vượng chung mua lại và đặt trụ sở của Ủy ban Ngân khố tại đây. Sau đó, Cung điện được tu bổ và trang trí nội thất theo thiết kế của kiến trúc sư Jakub Fontana. Từ đó, Cung điện được gọi là Cung điện của Khối thịnh vượng chung.
Sau một trận hỏa hoạn diễn ra vào năm 1783, Cung điện được tu sửa lại dựa theo thiết kế của kiến trúc sư Domenico Merlini.
Trong suốt thời kỳ chiến tranh, Cung điện nhiều lần bị tàn phá. Sau năm 1945, độ hư hại Cung điện được ước tính lên đến 85%. Năm 1948, việc tái thiết Cung điện được tiến hành dựa theo thiết kế của hai vị kiến trúc sư - Mieczysław Kuźma và Zbigniew Stępiński.
Cung điện Krasiński được đưa vào hoạt động vào năm 1961.